# Tasman
Tasman，是微軟的Internet Explorer for Mac瀏覽器所使用的排版引擎，也是為嘗試支援W3C所制定的網頁標準而設計的。在Tasman推出時，一度是最切合HTML及CSS等標準的排版引擎 。現時微軟方面也停止為Internet Explorer for Mac提供支援，但新版本的Tasman引擎仍被應用在一些微軟產品上。

## 版本歷史
首個Tasman引擎被稱為「v0」版本，於2000年3月27日隨Mac版的IE5推出，而隨後的IE5.1則使用Tasman 0.1版引擎。
2003年5月15日，微軟推出Mac OS X版的MSN瀏覽器，它使用了Tasman 0.9排版引擎。在官方討論區，開發小組發言人吉米·格雷瓦爾（Jimmy Grewal）在改進方面指出以下幾點：
- 完整Unicode支援
- 加強CSS支援，包括CSS 3 Selectors、CSS TV Profile及@media
- 加強DOM支援，包括DOM 1及DOM 2的內核、樣式及事件，以及改進與Windows IE DOM的兼容性。
- 支援XHTML1.0及1.1（Mac OS X的MSN並未提供此支援）
- 加強與Mac OS X特色的支援，如CoreGraphics、ATSUI及CFSocket網絡。

在Mac版的Microsoft Office 2004中，當中的電子郵件客戶端Microsoft Entourage使用了Tasman排版引擎。